# جائزة اختيار النقاد للأفلام لأفضل ممثل
جائزة اختيار النقاد للأفلام لأفضل ممثل هي جائزةٌ تُقدمها جمعية نقاد البث السينمائي للأشخاص العاملين في صناعة الأفلام السينمائيّة في حفل توزيع جوائز اختيار النقاد للأفلام السنوي.

## قائمة الفائزين والمرشحين

### عقد 1990
- 1995: كيفين بيكن - Murder in the First
- 1996: جيوفري راش - تألق  †
- 1997: جاك نيكلسون - أفضل ما يمكن حصوله  †
- 1998: إيان ماكيلين - Gods and Monsters  ‡
- 1999: راسل كرو - المطلع  ‡

### عقد 2000
2000: راسل كرو - مجالد †
2001: راسل كرو - عقل جميل بدور جون فوربس ناش ‡
- شون بن - أنا سام ‡
- ويل سميث - علي بدور محمد علي كلاي ‡

2002: دانيال دي لويس - عصابات نيويورك ‡ و جاك نيكلسون - عن شميدت ‡
- روبن ويليامز - صورة ساعة واحدة

2003: شون بن - نهر غامض †
- راسل كرو - الجانب البعيد عن الوطن'
- جوني ديب - لعنة اللؤلؤة السوداء بدور جاك سبارو ‡
- بن كينغسلي - منزل الرمل والضباب ‡
- بيل موري - ضائع في الترجمة ‡

2004: جيمي فوكس - راي بدور ري تشارلز †
- خافيير باردم - البحر بداخله
- دون شيدل - فندق رواندا ‡
- جوني ديب - العثور على أرض الخلود بدور جيمس ماثيو باري ‡
- ليوناردو دي كابريو - الطيار بدور هوارد هيوز ‡
- بول جياماتي - طرق جانبية

2005: فيليب سيمور هوفمان - كابوتي بدور ترومان كابوتي †
- راسل كرو - رجل السندريلا (فيلم) بدور جيمس جي برادوك
- ترنس هوارد - احتيال وانسياب (فيلم) ‡
- هيث ليدجر - جبل بروكباك ‡
- خواكين فينيكس - السير على الخط بدور جوني كاش ‡
- ديفيد ستراثيرن - ليلة سعيدة وحظ سعيد بدور إدوارد مورو ‡

2006: فورست ويتكر - آخر ملوك اسكتلندا بدور عيدي أمين †
- ليوناردو دي كابريو - الألماس الدموي ‡
- ليوناردو دي كابريو - المغادرون
- رايان غوسلينغ - Half Nelson ‡
- بيتر أوتول - فينوس ‡
- ويل سميث - السعي للسعادة بدور كريستوفر غاردنر ‡

2007: دانيال دي لويس - ستسيل الدماء †
- جورج كلوني - مايكل كلايتون ‡
- جوني ديب - سويني تود: الحلاق الشيطاني لشارع فليت ‡
- رايان غوسلينغ - لارس والفتاة الحقيقية
- إميل هيرش - إلى البرية بدور كريستوفر جونسن مكندلز
- فيجو مورتينسين - وعود شرقية ‡

2008: شون بن - ميلك †
- كلينت إيستوود - غران تورينو
- ريتشارد جينكينز - الزائر ‡
- فرانك لانجيلا - فروست ونيكسون بدور ريتشارد نيكسون ‡
- براد بيت - الحالة المحيرة ل بنجامين بتن ‡
- ميكي رورك - المصارع ‡

2009: جيف بريدجز - قلب مجنون †
- جورج كلوني - فوق في الجو ‡
- كولين فيرث - رجل وحيد ‡
- مورغان فريمان - الذي لا يقهر بدور نيلسون مانديلا ‡
- فيجو مورتينسين - الطريق
- جيرمي رينر - خزانة الألم ‡

### عقد 2010
2010: كولين فيرث - خطاب الملك بدور جورج السادس ملك المملكة المتحدة †
- جيف بريدجز - عزم حقيقي ‡
- روبرت دوفال - Get Low
- جيسي آدم آيزينبيرغ - الشبكة الاجتماعية بدور مارك زوكربيرغ ‡
- جيمس فرانكو - 127 ساعة بدور أرون رالستون ‡
- رايان غوسلينغ - عيد حب حزين

2011: جورج كلوني - الأحفاد ‡
- ليوناردو دي كابريو - جيه إدغار بدور إدغار هوفر
- جون دوجردان - الفنان †
- مايكل فاسبندر - عار
- رايان غوسلينغ - قيادة
- براد بيت - كرة المال ‡

2012: دانيال دي لويس - لينكون بدور أبراهام لينكون †
- برادلي كوبر - المعالجة بالسعادة ‡
- جون هوكس - الجلسات
- هيو جاكمان - البؤساء بدور جان فالجان ‡
- خواكين فينيكس - المعلم ‡
- دنزل واشنطن - رحلة طيران ‡

2013: ماثيو ماكونهي - نادي دالاس للمشترين †
- كريستيان بيل - احتيال أمريكي ‡
- بروس ديرن - نبراسكا ‡
- شيواتال إيجيوفور - 12 عاما من العبودية بدور سولمون نورثوب ‡
- توم هانكس - القبطان فيليبس
- روبرت ريدفورد - الجميع فقد

2014: مايكل كيتون - الرجل الطائر ‡
- بيندكت كامبرباتش - لعبة التزييف بدور آلان تورنغ ‡
- رالف فاينس - فندق بودابست الكبير
- جيك جيلنهال - المتسلل ليلا
- ديفيد أويلو - سيلما بدور مارتن لوثر كينغ
- إيدي ريدماين - نظرية كل شيء بدور ستيفن هوكينغ †

## وصلات خارجية
- جائزة اختيار النقاد للأفلام (الموقع الرسمي)